# Мигель, Хесус де
Хесу́с де Миге́ль Пе́рес (исп. Jesús de Miguel Pérez; род. 9 января 1975, Паленсия, Кастилия и Леон) — испанский художник, близкий к течению неоэкспрессионизм, известный своей живописной работой и своей многодисциплинарной поднод.

## Биография
В 1999 году окончил факультет изобразительных искусств в  Университета Саламанки, также изучая «антропологию искусства» в том же университете.
С 2000 года он является художественным руководителем художественной и музыкальной инициативы «Flower Power», культового фестиваля в «Pachá» уже более 25 лет.
Его многогранные грани варьируются от скульптуры, до музыкального творчества, 3D-анимации, видеоарта и художественных инсталляций, со стилями, взятыми из дадаизма, комиксов, Панк-рок, коллажей и даже окрашенных пещер.
Аллен Джонс, известный британский художник, член Королевской академии искусств, сказал следующее относительно Хесус де мигел после посещения своей выставки в Think Creative Hub:
«Он художник, который необычайно использует разные графические реестры. Очень сложно сделать такую большую индивидуальную выставку и в то же время быть настолько однородной и полной. Браво!»

## Живое искусство
- 2 июля 2017 г.: Картины с четырьмя руками с художником Робертом Арато.[3]
- 13 июля 2017 г.: Дань памяти Beat Generation в «Фестивале впечатлений от Power Power Beat», в сотрудничестве с художником Сильвио Магальо.[4]

## Персональные выставки
- 2000 Rockymarcianoseretira в Istituto Europeo di Design.
- 2002 Grial, Ивиса.
- 2005 Psycolabis Pachá, Ивиса.
- 2006 Глупости в короткометражных фильмах. Пример видео. La Nave, Ивиса.
- 2007-2009 Художественное направление и видеоустановки в Home Video Festival Ibiza, HOVI[5]
- 2007-2010 Художественная галерея Miguel E. Young, Ивиса.
- 2010-2011 Club Roca Llisa, Ивиса.
- 2011 Художественная галерея Can Jeroni. Ивиса [6]
- 2013 Шторм и прилив, Мадрид.
- 2014 Картины & MAD furniture в La Maison, Ивиса.
- 2015 Think Creative Hub, Ивиса.
- 2015 Cola Blanca Universal Club Diario de Ibiza, Ibiza[7]
- 2016 Выставка в Casa Portmany. Dalt Vila, Ивиса
- 2017 Es polvorí. Dalt Vila, Ibiza.[8]
- 2017 « Ненужная информация продолжается» Художественная галерея B12, Ibiza.[9]
- 2018 Индивидуальная выставка в SushiPoint, Ивиса.